# Stadtbibliothek Wuppertal
Die Stadtbibliothek Wuppertal ist eine öffentliche Bibliothek in Wuppertal. Träger ist die Stadt Wuppertal. Neben der Zentralbibliothek umfasst das städtische Bibliothekssystem neun Stadtteilbibliotheken. Die Geschichte der Stadtbibliothek geht zurück bis in das Jahr 1852, als nahezu zeitgleich in den beiden Rathäusern der damals noch selbstständigen Städte Barmen und Elberfeld Bibliotheksräume mit öffentlichen Büchersammlungen eingerichtet wurden.

## Geschichte
Im Zuge der Bücherhallenbewegung wurde gegen Ende des 19. Jahrhunderts der Ruf nach der Gründung einer größeren Stadtbibliothek laut und es folgte am 26. Oktober 1900 zunächst in Barmen die Eröffnung der neuen Stadtbücherei in der Ruhmeshalle und darauf folgend am 14. Juni 1902 in Elberfeld die Eröffnung der Bücherei am Neumarkt. Im Jahr der kommunalen Neuordnung der Gemeinden Barmen, Elberfeld, Beyenburg, Cronenberg, Ronsdorf und Vohwinkel zur Großstadt Wuppertal konnte am 3. Februar 1929 die Einweihung des neuen und noch heute genutzten Bibliotheksgebäudes in der Kolpingstraße 8 in Elberfeld gefeiert werden. Dem Direktor der neuen Stadtbibliothek Elberfeld wurde die Gesamtleitung der öffentlichen Bibliotheken übertragen und es entstand ein Wuppertaler Bibliothekssystem, bestehend aus der wissenschaftlichen Hauptbibliothek in Wuppertal-Elberfeld sowie der Stadtteilbibliothek Barmen, als zentrale Beratungsstelle für die „volkstümlichen“ Stadtteilbibliotheken Cronenberg, Langerfeld, Ronsdorf und Vohwinkel. In der Zeit des Nationalsozialismus beteiligte sich die Stadtbibliothek schon sehr früh an Säuberungsaktionen, bei denen mit Hilfe von „Schwarzen Listen“ sogenannte „undeutsche“ Literatur aus dem Bibliotheksbestand „ausgemerzt“ wurde. Eine 2004 an der Außenfassade der Zentralbibliothek angebrachte Gedenktafel erinnert an die Bücherverbrennungen und Bibliothekssäuberungen der Nationalsozialisten in Wuppertal.
1973 erfolgte die Bildung eines einheitlichen öffentlichen Bibliothekssystems aus der wissenschaftlichen Stadtbibliothek und allen Stadt- und Jugendbüchereien mit zentralem Bestandsnachweis und innerstädtischem Leihverkehr. Die wissenschaftliche Stadtbibliothek, die Stadtbücherei Elberfeld und die Musikbibliothek wurden zur Zentralbibliothek des Systems zusammengefasst. Nach angelsächsischem Vorbild wurde ein „Allgemeiner Informationsdienst“ mit umfangreichem Nachschlagbestand und eigens geschultem Personal eingerichtet. 1995 wurde die Bibliotheks-EDV eingeführt. Im Jahre 2009 wurde der erste Selbstverbucher im damaligen Bücherschiff eingesetzt. In den darauf folgenden Jahren wurden die Zentralbibliothek sowie die Stadtteilbibliotheken Barmen, Ronsdorf und Vohwinkel mit Selbstverbuchern ausgestattet. Die Nutzer können dadurch ihre Medien selbstständig ausleihen und zurückgeben. Seit 2006 steht den Nutzern in der Zentralbibliothek ein Kassenautomat zum Bezahlen der offenen Gebühren zur Verfügung. Die 2015 in Betrieb genommene Außenrückgabe ermöglicht die Rückgabe entliehener Medien auch außerhalb der Öffnungszeiten.

### Historische Altbestände

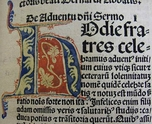
Eine der 74 Inkunabeln

Die Stadtbibliothek Wuppertal verfügt heute noch über einen etwa 20.000 Bände umfassenden historischen Altbestand. Darunter befinden sich 74 Inkunabeln, knapp 400 Bände aus dem 16. Jahrhundert, 650 Bände aus dem 17. Jahrhundert sowie circa 2.000 Bände aus dem 18. Jahrhundert.
Ein Teil des historischen Altbestandes stammt aus übernommenen Sammlungen. Die Bestände des Bergischen Geschichtsvereins wurden 1917 als Depositum in den Räumen der Stadtbibliothek aufgenommen. Ebenfalls 1917 konnte die knapp 4.000 Bände umfassende Bibliothek des Naturwissenschaftlichen Vereins als Depositum übernommen werden. Bereits vorher erfolgte die Übernahme der alten Gymnasialbibliothek mit circa 12.000 Bänden, die auf die 1592 gegründete Elberfelder Lateinschule zurückging und in der vorwiegend frühe Ausgaben antiker Autoren und pädagogische Fachliteratur vertreten sind. Während des Zweiten Weltkriegs gingen rund 25.000 Bände des wertvollen Altbestandes verloren. In einer großangelegten Bergungsaktion wurden die kostbaren Bestände der Bibliothek schon frühzeitig zunächst auf die Festung Ehrenbreitstein ausgelagert und dann zum erhöhten Schutz in einen bombensicheren Keller bei Köln-Mülheim überführt. In den letzten Kriegstagen fiel der Sonderbestand Plünderern zum Opfer, die einen Brand verursachten, der die Bestände vollständig vernichtete. Darunter befanden sich 25 Inkunabeln, wertvolle Handschriften und Autografen, zahlreiche Drucke aus dem 16. und 17. Jahrhundert sowie ein großer Teil der bergischen Heimatliteratur.

## Organisation
Die Stadtbibliothek wird als öffentliche Einrichtung von der Stadtverwaltung Wuppertal betrieben und ist innerhalb der Stadtverwaltung dem Geschäftsbereich 2.2 Kultur & Sport und Sicherheit & Ordnung zugeordnet. Über aktuelle Entwicklungen, Aktionen und Veranstaltungen informieren Homepage der Stadtbibliothek und die Facebook-Seite des Fördervereins. Die Öffentlichkeitsarbeit der Stadtbibliothek erstreckt sich ferner auch auf den Internetauftritt in der Netzwerk Bibliothek. Dort werden bevorstehende Veranstaltungen der Stadtbibliothek mit einem Kurzprofil vorgestellt. Die Nutzer können so einen Überblick über das Angebot der Stadtbibliothek erhalten.

### Zentralbibliothek
Das heute denkmalgeschützte Gebäude der Zentralbibliothek wurde bei seiner Errichtung als wissenschaftliche Magazinbibliothek konzipiert, die über ein großzügiges, freitragendes und mit dem damals modernen Lipman-Regalsystem ausgestattetes Magazin über fünf Stockwerke, aber nur über ein relativ geringes Raumangebot für die Publikumsbereiche verfügte. Ein Bibliotheksanbau und die Öffnung von Teilen des Magazins für das Publikum wurden notwendig, um dem zunehmenden Raumbedarf durch den Bestandszuwachs und vor allem der Umstellung der Bestandspräsentation auf die in Öffentlichen Bibliotheken übliche Freihandaufstellung Anfang der 1970er Jahre zu entsprechen. Das Medienangebot reicht von Büchern und Zeitschriften über Musik-CDs und Hörbücher bis zu Filmen. Traditionelle Brett- und Kartenspiele sowie digitale Spiele komplettieren das Angebot. Ergänzend werden den Nutzern in einem gesonderten Raum Tages- sowie Wochenzeitungen zur Verfügung gestellt. Internationale Zeitungen und Zeitschriften können von den Nutzern über die digitale Datenbank abgerufen werden. Die Zentralbibliothek bietet ihren Nutzern einen WLAN-Hot Spot sowie diverse PC-Arbeitsplätze mit Internetzugang und Druckmöglichkeit.

#### Bücherschiff – zentrale Kinderbibliothek

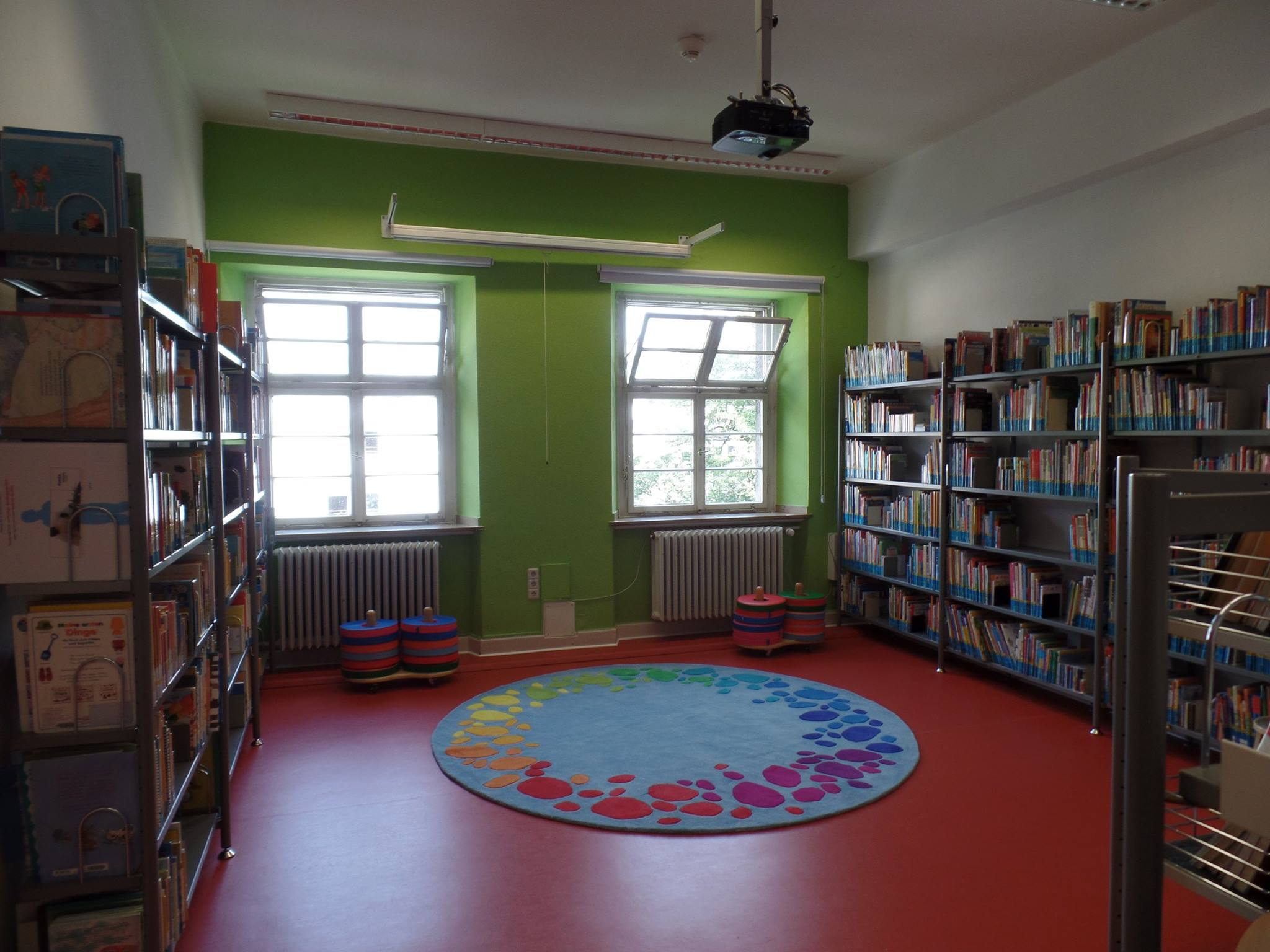
Der Veranstaltungsraum im Bücherschiff

Das Bücherschiff, die zentrale Kinderbibliothek, befindet sich seit November 2013 in neugestalteten Räumen in der Zentralbibliothek. Der Bestand richtet sich an Kinder bis 12 Jahren, an deren Eltern und alle, die im pädagogischen Bereich tätig sind. Neben Bilder- und Kinderbüchern hält das Bücherschiff Comics, Kinderzeitschriften, CDs, DVDs, Nintendo- und Wii-Spiele, Lernhilfen, Elternratgeber und die gesamte pädagogische Literatur zum Ausleihen bereit. Kinderbücher in 26 Sprachen vom Amharisch, Arabisch über Russisch bis zu Türkisch und Urdu, ein- oder zweisprachig, auf CD oder als Wörterbuch komplettieren den Bestand. Die Vielfalt der Sprachen ist auch als Willkommensangebot für Flüchtlinge und Zugewanderte gedacht. Die Hauptziele der Arbeit im Bücherschiff bestehen darin, Freude an Literatur zu vermitteln, die Lesemotivation der Kinder zu stärken und Eltern von der Wichtigkeit des Vorlesens zu überzeugen. Das Bücherschiff beteiligt sich, wie auch die neun Stadtteilbibliotheken, am bundesweiten Projekt Lesestart- drei Meilensteine für das Lesen und bietet in diesem Rahmen Vorleseveranstaltungen, Führungen für Kindergartengruppen und fachliche Fortbildungen für Multiplikatoren an. Grundschulen werden zu aufeinander aufbauenden Klassenführungen eingeladen und Lehrer und Pädagogen finden ein umfangreiches Medienboxen-Angebot. Darüber hinaus organisiert das Bücherschiff Autorenlesungen, Kindertheater, Spielnachmittage und Gamingangebote.

#### 4Teens

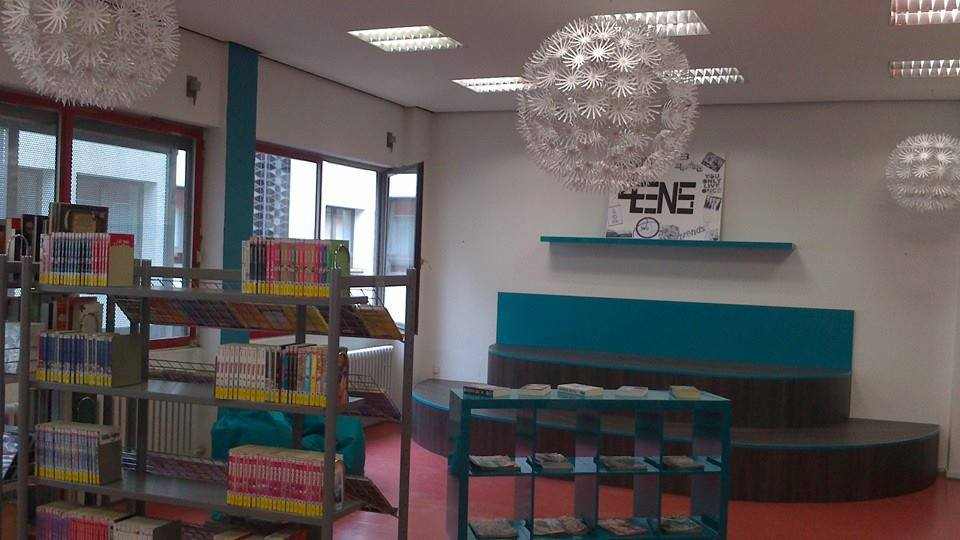
Der 4Teens-Bereich in der Zentralbibliothek Wuppertal

Mit dem Umzug des Bücherschiffes in die Räumlichkeiten der Zentralbibliothek wurde ein neues Konzept der Stadtbibliothek umgesetzt – die räumliche Trennung zwischen Kinder- und Jugendliteraturbereich. Die Jugendliteratur befindet sich nun in einem eigenen Bereich – die 4Teens-Ecke – angeschlossen an die Erwachsenenliteratur. Dort finden die Jugendlichen für die Freizeitgestaltung auf sie abgestimmte Romane, Zeitschriften und Sachliteratur, aber auch eine große Manga- und Comicabteilung. Spiele für PS4. Switch XboxOne und WiiU sowie eine breite Auswahl an Hörbüchern ergänzen das Angebot. Zudem finden im 4Teens-Bereich regelmäßige GamingTreffs und Do-it-yourself-Aktionen, wie z. B. ein Manga-Workshop statt. Dienstags nachmittags können die Jugendlichen dort gemeinsam die neusten Konsolenspiele der Stadtbibliothek testen und interessante Neuigkeiten im Bereich Do-It-Yourself erfahren und gleich umsetzen. Des Weiteren werden Führungen für Schüler ab der 7. Klasse für jegliche Schulart angeboten. Im Rahmen dieser Führungen können die Schüler Fragen über die Bibliothek, den Bibliotheks-Katalog oder auch die 4Teens-Ecke über die BIPARCOURS-App (unterstützt von Bildungspartner NRW) spielend beantworten. 

#### Autoren-Archiv
Die Stadtbibliothek betrachtet es als besondere und wichtige Verpflichtung, das Andenken der großen Wuppertaler Autoren Else Lasker-Schüler, Armin T. Wegner, Paul Pörtner, Paul Zech und weitere Wuppertaler Autoren zu pflegen und diese Bestände in einem Archiv für die Öffentlichkeit zu erschließen. Die Werke der Wuppertaler Autoren (auch der lebenden) können auf Nachfrage eingesehen werden.

##### Else Lasker-Schüler
Else Lasker-Schüler wurde 1869 in Elberfeld geboren. Sie war eine der außergewöhnlichsten Dichterinnen ihrer Zeit. Neben dem Literaturarchiv Marbach und der Israelischen Nationalbibliothek ist die Stadtbibliothek Wuppertal Anlaufstelle für Wissenschaftler, Filmemacher, Studierende und alle, die sich mit dem Leben und den Werken von Else Lasker-Schüler beschäftigen. Das Archiv umfasst Erst- und Folgeausgaben, wertvolle Luxusausgaben mit handsignierter Originalgrafik, Übersetzungen, Zeitungsartikel, wissenschaftliche Arbeiten, Autografen, Fotografien, Tonband- und Videoaufnahmen sowie Theaterprogramme, Plakate und Eintrittskarten zu Veranstaltungen von Else Lasker-Schüler.

##### Armin T. Wegner
Armin T. Wegner wurde 1886 in Elberfeld geboren und war ein bedeutender Jurist und Schriftsteller. Nach seinem Tod vermachte er der Stadtbibliothek Wuppertal seine Bibliothek sowie einige Einrichtungsgegenstände seines Arbeitszimmers. Dieses wurde zusammen mit selbstständigen Werken von Armin T. Wegner sowie Nachdrucken seiner Bücher, Sekundärliteratur, Zeitungsausschnitten, Videobändern mit Fernsehdokumentationen, Autografen und Fotografien in einem separaten Raum als Armin T. Wegner-Zimmer aufgebaut.

##### Paul Pörtner
Paul Pörtner wurde 1925 in Elberfeld geboren und arbeitete als Schriftsteller, Übersetzer, Hörspielautor und Regisseur. Seinem Wunsch entsprechend wurde sein gesamter schriftstellerischer Nachlass als Dauerleihgabe der Stadtbibliothek übergeben. Sein Nachlass enthält Erzählungen, Skizzen, Gedichte, Manuskripte zu Hörspielen und Theaterstücken sowie seine Tage- und Notizbücher, Postkarten und Briefdurchschläge.

##### Paul Zech
Paul Zech wurde 1881 im westpreußischen Briesen geboren. Aufgrund seiner engen Bindung zu Else Lasker-Schüler wurden Werke von Paul Zech im Wuppertaler Autoren-Archiv aufgenommen. Paul Zech arbeitete als Schriftsteller und Übersetzer. Das Archiv beherbergt Autografen, maschinenschriftliche Manuskripte mit handschriftlichen Änderungen, freie Übertragungen, Sekundärliteratur, versteckte Druck- und Zeitungsausschnitte.

### Stadtteilbibliotheken
Neben der Zentralbibliothek Elberfeld gehören zum System der Stadtbibliothek neun Zweigstellen in den verschiedenen Stadtteilen.
- Stadtteilbibliothek Barmen, Geschwister-Scholl-Platz 4–6 im „Haus der Jugend“ am Geschwister-Scholl-Platz (Barmen), Bestand Stand 2017: 43.391 Medien, zudem bietet die Stadtteilbibliothek Barmen einen kostenfreien WLAN-Hot Spot an
- Stadtteilbibliothek Beyenburg, Am Kriegermal 22 (Beyenburg), Bestand Stand 2017: 7.563 Medien
- Stadtteilbibliothek Cronenberg, Borner Straße 1 (Cronenberg), Bestand Stand 2017: 18.954 Medien
- Stadtteilbibliothek Langerfeld, Schwelmer Straße 11 (Langerfeld), Bestand Stand 2017: 8.891 Medien
- Stadtteilbibliothek Ronsdorf, Marktstraße 21 (Ronsdorf), Bestand Stand 2017: 17.714 Medien
- Stadtteilbibliothek am Rott, Rödigerstraße 69 (Rott), Bestand Stand 2017: 7.246 Medien
- Stadtteilbibliothek Uellendahl, Röttgen 149 (Uellendahl), Bestand Stand 2017: 9.822 Medien
- Stadtteilbibliothek Vohwinkel, Rubensstraße 4 im Rathaus Vohwinkel (Vohwinkel), Bestand Stand 2014: 16.165 Medien
- Stadtteilbibliothek Wichlinghauser Markt, Wichlinghauser Straße 103 (Wichlinghausen), Bestand Stand 2017: 7.412 Medien

Alle neun Stadtteilbibliotheken sind Zentren der Leseförderung und kompetente Partner für Schulen, Kinder- und Jugendeinrichtungen für Medienerziehung und Leseförderung im Stadtteil. Die Angebote reichen von Vorleseveranstaltungen, Bücherkisten und Medienboxen, Bilderbuchkinos und – apps, Bibliotheksrallyes bis hin zu jahrgangsspezifischen und aufeinander aufbauenden Klassenführungen. In allen Stadtteilbibliotheken gibt es einen 4Teens-Bereich. Außerdem finden in den Stadtteilbibliotheken Vorlesetreffs statt, die intensiv und kontinuierlich durch Vorlesepaten unterstützt werden. Die Vorlesepaten werden in der Stadtteilbibliothek Barmen geschult in Zusammenarbeit mit der katholischen Familienbildungsstätte.

## 24-Stunden-Bibliothek
Über die Vor-Ort-Nutzung hinaus können registrierte Benutzer der Stadtbibliothek auch ortsunabhängig auf verschiedene Online-Angebote der Stadtbibliothek zurückgreifen.

### Bergisch eMedien

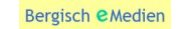
Bergisch eMedien

In Kooperation mit den öffentlichen Bibliotheken der Städte Remscheid und Solingen bietet die Stadtbibliothek Wuppertal seit 2007 die digitale Ausleihplattform Bergisch eMedien an. Über deren Homepage oder über die Onleihe-App können digitale Medien wie E-Books, digitale Zeitungen und Zeitschriften, Hörbücher oder Videos ausgeliehen und direkt auf mobile Endgeräte wie E-Book-Reader, Tablet, Smartphone oder Laptop heruntergeladen werden. Benutzer, die noch keinen E-Book Reader besitzen, können in der Zentralbibliothek verschiedene Gerätetypen probeweise ausleihen und testen. Außerdem bietet die Zentralbibliothek regelmäßige E-Book-Sprechstunden an. Hier können sich Interessierte beim Fachpersonal über die Benutzung eines E-Book Readers, das Ausleihen und Zurückgeben von Medien sowie alle anderen Fragen rund um das E-Book beraten lassen.

### BergischBib

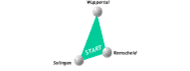
BergischBib

BergischBib bietet die „bergische“ Sicht auf die DigiBib, die digitale Bibliothek Nordrhein-Westfalens. Mit einem Klick haben die Nutzer Zugriff auf die Bestandsnachweise der vier größten Bibliotheken des Bergischen Städtedreiecks. Der Suchraum kann auf Nordrhein-Westfalen, ganz Deutschland oder internationale Bibliothekskataloge erweitert werden. Zusätzlich können kostenfreie und von den beteiligten Bibliotheken lizenzierte Literatur- und Volltextdatenbanken, Nachschlagewerke, geprüfte Internetquellen etc. in die Literatur- und Informationsrecherche mit einbezogen werden. In der Bibliothek vor Ort nicht vorhandene Medien können direkt am Bildschirm vom Benutzer/von der Benutzerin über die angeschlossene Endnutzer-Fernleihe online bestellt werden. Das Bibliotheksportal BergischBib wird in Kooperation mit der Stadtbibliothek Solingen, der öffentlichen Bibliothek der Stadt Remscheid und der Universitätsbibliothek Wuppertal betrieben.

### OPAC

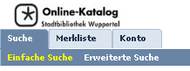
OPAC – Internetkatalog

Der OPAC Online-Katalog der Stadtbibliothek Wuppertal weist alle elektronisch erfassten Medien im Bestand der Stadtbibliothek nach, informiert über den genauen Standort und über die momentane Verfügbarkeit. Komfortable Recherchemöglichkeiten unterstützen den Benutzer/die Benutzerin bei der Suche nach einem bestimmten Titel. Darüber hinaus bietet der OPAC eine Reihe von Selbstbedienfunktionen, wie Verlängerung von Leihfristen, Reservierung und Bestellung aus anderen Zweigstellen oder Vormerkung von entliehenen Titeln.

### Online-Datenbanken
Für Recherche und Informationsbeschaffung können Benutzer der Stadtbibliothek auf verschiedene von der Bibliothek lizenzierte Datenbanken auch von zu Hause aus oder unterwegs zugreifen. Dazu gehören der Informationsdienst Munzinger, die Pressedatenbank Pressdisplay, die Datenbank LexisNexis und das Rechtsportal Kurion.

## Förderverein
Der Förderverein Vereinigung der Freunde der Stadtbibliothek Wuppertal e. V. wurde am 23. Juni 1903 gegründet und ist damit einer der ältesten Bibliotheksfördervereine Deutschlands. Der Förderverein wurde damals unter dem Namen „Stadtbücherei-Verein“ gegründet und hatte den Zweck, der Stadtbücherei Mittel zur Ergänzung und Erhaltung ihres Bücherbestandes zuzuführen. Der Förderverein unterstützt die kulturelle und bildungspolitische Arbeit der Stadtbibliothek Wuppertal. Er setzt sich für den Ausbau eines umfassenden, attraktiven und modernen Angebotes an Medien ein. Zudem wird der Erhalt aller Stadtteilbibliotheken und die Verankerung der Stadtbibliothek im Bewusstsein der Bevölkerung und auf politischer Ebene unterstützt. Der Förderverein beteiligt sich finanziell durch Mitgliedsbeiträge und Spenden an Projekten der Stadtbibliothek sowie dem Ausbau und der Erweiterung des Medienangebotes. Zudem unterstützt der Förderverein aktuelle Projekte der Stadtbibliothek wie die Leseförderung und Flüchtlingsarbeit.